# 瓦朗特雷桥
瓦朗特雷桥（法語：Pont Valentré，法語發音：[pɔ̃ valɑ̃tʁe]；又譯瓦伦垂桥、瓦朗特黑橋）是一座14世纪的六跨石拱桥。該橋為步行橋，横跨位於法国卡奥尔以西的洛特河。
該橋於于1308年6月17日开始建造，目的是為英法百年战争期間的作戰提供方便。1350年開始投入使用，1378年全部建成。1867年1879年，該橋經歷了一場大修。